# Julio Quintana (Fußballspieler)
Julio Gilberto Quintana Calmet (* 13. Juli 1904; † 16. Juni 1981) war ein peruanischer Fußballspieler. Er nahm an der ersten Fußball-Weltmeisterschaft 1930 in Uruguay teil.

## Karriere
Quintana verbrachte seine gesamte Spielerkarriere bei Alianza Lima.
Bei der Weltmeisterschaft 1930 wurde Quintana von Nationaltrainer Francisco Bru in das peruanische Aufgebot berufen.  In den beiden Vorrundenspielen gegen Rumänien und Uruguay kam er jedoch nicht zum Einsatz.
Als Trainer führte er Alianza 1939 nach dem Abstieg ein Jahr zuvor wieder zurück in die Primera División.